# Horváth Júlia Terézia
Horváth Júlia (Terézia) (Mór, 1954. augusztus 8. – Székesfehérvár, 2002. október 12.) irodalomtörténész, magyar nyelv és irodalom és történelem szakos tanár, a székesfehérvári Szent István Király Múzeum munkatársa, osztályvezetője.

## Életútja
Alapfokú tanulmányait Móron végezte, majd 1975-ben diplomázott a Pécsi Tanárképző Főiskola magyar-történelem szakán. Ezután tanárként vállalt állást a móri Radnóti Miklós Általános Iskolában, ahol 1982-ig dolgozott. 1982–84 között a székesfehérvári 323. sz. Építőipari Szakmunkásképző Intézet tanára volt.
1984-től a Fejér Megyei Múzeumok Igazgatósága, a székesfehérvári Szent István Király Múzeum népművelője, gyermekeknek, katonáknak tartott ismeretterjesztő képzéseket, ünnepségeket szervezett, kiállításokat rendezett. Elvégezte az ELTE kiegészítő magyar és történelem szakos egyetemi szintű képzését (1985–87), majd a rendszerváltás után az ELTE posztgraduális fotográfiatörténeti szakát. Később irodalom- és fotográfiatörténészi beosztásba került, haláláig az újkortörténeti gyűjtemény munkatársaként a múlt tárgyi emlékeit is gyűjtötte, kezelte.

## Életműve
Elsősorban a Fejér megyei irodalmi kultuszok kutatójaként alkotott, többek között Gárdonyi Géza, Vörösmarty Mihály, Kodolányi János életművét kutatta. Foglalkozott a székesfehérvári színjátszás történetével, a múzeumban kiállításokat rendezett, országszerte tartott ismeretterjesztő előadásokat. Számos rangos konferencián tartott előadást. Közben székesfehérvári iskolákban is oktatott, vizsgáztatott, a városban folyó idegenvezetői képzésnek vezető oktatója volt. Több ízben elnyerte a székesfehérvári önkormányzat Lánczos Kornél – Szekfű Gyula ösztöndíját. Hosszú kutatómunkával feltérképezte és összegyűjtötte Székesfehérvár és Fejér megye fotográfusait, műtermeit, és jelentős fotótörténeti dokumentumtárat állított össze.

## Kötetei
- Tanulmányok Németh Lászlóról. Az 1985. december 16-i székesfehérvári emlékülés előadásai; szerk. Bakonyi István, Horváth Júlia; Fejér Megyei Múzeumegyesület, Székesfehérvár, 1987 (A Fejér Megyei Múzeumegyesület kiadványai)
- Horváth Júlia: Ahol a költők teremnek: Vajda, Gárdonyi szülőföldjén. Székesfehérvár: Fejér Megyei Pedagógiai Szolgáltató Intézet, 1997.
- Horváth Júlia: Gárdonyi Géza Emlékmúzeum, Agárd. Székesfehérvár: István Király Múzeum, 1988. (második kiadás 1998.)
- Horváth Júlia: Vörösmarty Mihály a polgári méltóság romantikus költője: a kápolnásnyéki Vörösmarty Mihály Emlékmúzeum. Székesfehérvár: Szent István Király Múzeum, 2001.

## Tanulmányai
- Horváth Júlia: Németh László és Mezőszilas. In: Új Tükör, 23. évf. 4. sz. (1986). 11.
- Horváth Júlia: Stuhlweissenburg – Székesfehérvár (1688-1830). Alba Regia liberata, 1688-1830. Fejér Megyei Múzeumok Igazgatósága, Székesfehérvár, 1988. 21-30.
- Horváth Júlia: A szőllő lév-től az elfogyó borig... In: Reformkori magyar irodalmunk és a gondűző borocska. Irodalomtörténeti konferencia, Balatonfüred – Badacsony, 1990. május 18-19. 49-58.
- Horváth Júlia: Fejezetek a Fejér Megyei Hírlap történetéből, 1945. január 6-1960. január 6. Kézirat. 1997. VMMK olvasóterme.
- Horváth Júlia: Kodolányi János Székesfehérvárott. In: A mítosz, mint realitás. Tanulmányok Kodolányi Jánosról. Székesfehérvár: Kodolányi János Főiskola, 1999. 31-37.
- Horváth Júlia: Emlékezés Boross Mihályra. Kiállítás Székesfehérváron. In: Magyar Múzeumok 5. évf. 3. sz. (1999. ősz) 46-48.
- Horváth Júlia: Virág Benedek és kortársai. In: Bástya/3, 2005. 231-237.
- Horváth Júlia: Boross Mihály, a népíró. In: Bástya/4, 2006. 57-62.
- Horváth Júlia: Vörösmarty Mihály szülőföldjén. In: Vörösmarty – mai szemmel. Árgus, Vörösmarty Társaság, Székesfehérvár, 2000. 19-26.